# Rosa Gföller
Rosa Gföller (* 30. Juni 1921 in Kirchberg in Tirol; † 12. Dezember 2001 in Rum) war eine österreichische Politikerin (ÖVP) und Beamtin. Sie war von 1975 bis 1989 Mitglied des Bundesrates.

## Ausbildung und Beruf
Gföller besuchte von 1927 bis 1931 die Volksschule und besuchte danach von 1932 bis 1936 die Hauptschule. Nachdem sie die Handelsschule absolviert hatte, legte sie 1948 die staatliche Stenotypistenprüfung ab. 1958 trat sie in den Justizdienst, wobei sie 1960 die Beamtenmatura und 1965 die Rechtspflegerprüfung in Verlassenschafts-, Vormundschafts- und Pflegschaftssachen und 1975 die Prüfung zur Rechtspflegerin in Außerstreitsachen ablegte. Sie wurde 1983 zur Kanzleidirektorin und 1986 zur Regierungsrätin ernannt, bevor sie 1986 in den Ruhestand ging.

## Politik und Funktionen
Gföller war gewerkschaftlich aktiv und wirkte als Personalvertreterin in der provisorischen Personalvertretung und als Mitglied des Dienststellenausschusses des Bezirksgerichtes Innsbruck. Sie war des Weiteren  Mitglied des Landesfrauenausschusses des Österreichischen Gewerkschaftsbundes (ÖGB) in Tirol und engagierte sich zudem als Obmann-Stellvertreterin der Sektion Justiz des ÖGB. Sie war innerparteilich von 1970 bis 1980 als Landesleiterin der Österreichischen Frauenbewegung der ÖVP Tirol aktiv und vertrat die ÖVP von 1971 bis 1977 im Gemeinderat der Landeshauptstadt Innsbruck. Des Weiteren vertrat sie die ÖVP Tirol vom 1. Juli 1975 bis zum 3. April 1989 im Österreichischen Bundesrat. Sie war zudem von 1972 bis 1995 Landesleiterin der Katastrophenhilfe österreichischer Frauen für Tirol und war als Landesleiterin des Tiroler Sozialdienstes und Bundesobmann-Stellvertreterin des Österreichischen Wohlfahrtsdienstes aktiv. Von 1980 bis 1983 wirkte sie als Mitglied des Fachausschusses beim Oberlandesgerichtssprengel Innsbruck.

## Auszeichnungen
- Großes Silbernes Ehrenzeichen für Verdienste um die Republik Österreich
- Ehrenzeichen des Landes Tirol
- Humanitätsmedaille der Stadt Innsbruck (1980)[1]